# Comuna Munteni, Galați
Munteni (în trecut, Țigănești) este o comună în județul Galați, Moldova, România, formată din satele Frunzeasca, Munteni (reședința), Țigănești și Ungureni. Se află în Câmpia Tecuciului[*]; lângă Bârlad; și la o altitudine de 41 m deasupra nivelului mării. Are o suprafață de 109,78 km². Populația este de 7.067 locuitori, determinată în 1 decembrie 2021, prin recensământ, chestionar.

## Așezare
Comuna se află în nord-vestul județului, pe malurile Bârladului, în Câmpia Tecuciului. Este străbătută de șoseaua națională DN24, care leagă Tecuciul de Bârlad. Din acest drum, lângă Țigănești se ramifică șoseaua județeană DJ240, care duce spre nord-est la Negrilești, Ghidigeni și Priponești (unde se termină tot în DN24). Prin comună trece și calea ferată Tecuci-Bârlad, pe care este deservită de halta Rateș Munteni.

## Istorie
La sfârșitul secolului al XIX-lea, comuna purta numele de Țigănești, făcea parte din plasa Nicorești a județului Tecuci, și era formată din satele Munteni, Țigănești și Ungureni, având în total 4040 de locuitori. În comună funcționau două mori cu aburi, trei biserici și două școli mixte (la Ungureni și Munteni). Anuarul Socec din 1925 consemnează, în cadrul aceleiași plăși, separarea comunei Țigănești în comunele Munteni și Ungureni. Prima, cu satul Munteni, avea 3200 de locuitori. A doua, cu satele Slobozia Blăneasa, Ungureni și Țigănești, avea 1563 de locuitori.
Până în 1950, comuna Ungureni dispăruse, iar comuna Munteni a fost atunci transferată raionului Tecuci din regiunea Putna, apoi (după 1952) din regiunea Bârlad și în sfârșit (după 1956) din regiunea Galați. În 1968, comuna a devenit comună suburbană a municipiului Tecuci și a cuprins și satele comunei Negrilești, desființată. În 1989, s-a renunțat la conceptul de comună suburbană, iar comuna Munteni a fost subordonată direct județului Galați. Comuna Negrilești s-a separat din nou în 2004.

## Monumente istorice
Trei obiective din comuna Munteni sunt incluse în lista monumentelor istorice din județul Galați ca monumente de interes local, toate în satul Țigănești. Două sunt monumentele istorice de arhitectură poarta conacului poetului Costache Conachi (începutul secolului al XIX-lea); și ansamblul conacului Nestor Cincu (sfârșitul secolului al XIX-lea) — ansamblu alcătuit din conacul propriu-zis, foișor și parc. Altul este monumentul memorial sau funerar conacul poetului Costache Conachi (1838–1840, secolul al XVIII-lea, refăcut în secolul al XIX-lea).

## Demografie
Componența etnică a comunei Munteni
     Români (80,53%)
     Romi (10,34%)
     Alte etnii (9,13%)
Componența confesională a comunei Munteni
     Ortodocși (87,8%)
     Penticostali (2,84%)
     Alte religii (0,08%)
     Necunoscută (9,27%)
Conform recensământului efectuat în 2021, populația comunei Munteni se ridică la 7.067 de locuitori, în creștere față de recensământul anterior din 2011, când fuseseră înregistrați 6.791 de locuitori. Majoritatea locuitorilor sunt români (80,53%), cu o minoritate de romi (10,34%). Din punct de vedere confesional, majoritatea locuitorilor sunt ortodocși (87,8%), cu o minoritate de penticostali (2,84%), iar pentru 9,27% nu se cunoaște apartenența confesională.

## Politică și administrație
Comuna Munteni este administrată de un primar și un consiliu local compus din 15 consilieri. Primarul, Dănuț Oprea[*], de la Partidul Social Democrat, este în funcție din 2016. Începând cu alegerile locale din 2024, consiliul local are următoarea componență pe partide politice:
|  | Partid                    | Consilieri | Componența Consiliului | Componența Consiliului | Componența Consiliului | Componența Consiliului | Componența Consiliului | Componența Consiliului | Componența Consiliului | Componența Consiliului | Componența Consiliului | Componența Consiliului |
|  | ------------------------- | ---------- | ---------------------- | ---------------------- | ---------------------- | ---------------------- | ---------------------- | ---------------------- | ---------------------- | ---------------------- | ---------------------- | ---------------------- |
|  | Partidul Social Democrat  | 10         |                        |                        |                        |                        |                        |                        |                        |                        |                        |                        |
|  | Partidul Național Liberal | 5          |                        |                        |                        |                        |                        |                        |                        |                        |                        |                        |